# Dirt: Showdown
DiRT: Showdown — компьютерная игра, разработанная и изданная Codemasters для Microsoft Windows, Xbox 360 и PlayStation 3. Была выпущена 25 мая 2012 года в Европе, и 12 июня в Северной Америке. Является частью серии игр Colin McRae Rally. Единственная часть DiRT, в которой присутствуют только аркадные соревнования и полностью отсутствуют раллийные гонки. По геймплею игра схожа с FlatOut.

## Особенности игры
- Самая важная отличительная черта в этих гонках заключается в правилах, их тут нет. Игрок сам принимает решение, каким способом он будет достигать победы.
- Реализовано много погодных эффектов, которые меняют стиль езды: дождь, туман, снег, гололёд и другие. Отдельно надо отметить качество реализации дождевых эффектов, они сделаны настолько качественно, что создаётся ощущение реальности.
- Практически на каждой трассе есть повороты и трамплины для трюков, которые добавляют не только сложности, но и зрелищности. Когда игрок перелетает с одного конца трамплина на другой, снизу может гореть пламя или же в небе будет шикарный салют.
- В игре используется система повреждений, которая позволяет игрокам вести агрессивную манеру езды и наблюдать за повреждениями после любого столкновения. При этом от машин отваливаются детали, которые остаются на трассе до конца заезда, и при наезде на них возможно потерять управление.
- В игре присутствует одиночный режим прохождения, который проходится достаточно быстро, и многопользовательский. Последний реализован настолько хорошо, что можно проводить по несколько часов на трассе, сталкиваясь в сложном заезде с реальными игроками.

## Геймплей
В серии «Tour» игроку предлагается множество различных гонок и турниров. Побеждая в соревнованиях, игрок получает деньги, которые можно потратить на покупку новых автомобилей, или на тюнинг своих машин.
Racing
- Race-Off — гонка с препятствиями в виде трамплинов, баррикад и груд мусора. В гонке участвуют 8 автомобилей.
- Domination — гонка в которой трасса разделена на 4 сектора, игрок получает баллы за лучшее время прохождения сектора. Побеждает тот, кто набрал больше всего баллов, а не тот, кто 1-м финишировал.
- Elimination — гонка с таймером, каждый раз когда время таймера заканчивается последний игрок выбывает.

Demolition
- Rampage — гонка на выживание. Очки начисляются за нанесение повреждений соперникам, за уничтожение предложенного игрой соперника даются бонусные баллы. Уничтоженные автомобили появляются снова. В соревновании принимают участие 8 автомобилей.
- Knock Out — гонка на выживание на поднятой арене. Так же, как и в Rampage, очки начисляются за нанесение повреждений соперникам и за их уничтожение. Бонусные баллы даются за сталкивание с арены предложенного игрой соперника. Уничтоженные машины появляются у рампы ведущей на арену. В соревновании принимают участие 8 автомобилей.
- Hard Target — на старте игрок находится в центре арены. Нужно отбиваться от атак других автомобилей. Со временем автомобилей становится больше. Побеждает тот, кто дольше всех продержится.
- 8-Ball — этот режим можно отнести и к Racing, и к Demolition. Заезд на круговых трассах типа «восьмерки» на 5-8 кругов. Вся прелесть данного режима заключается в том, чтобы на перекрестке на всем ходу в кого-нибудь врезаться, а из-за этого список мест меняется за секунды — те, кто ехал первым, в один момент могут оказаться на последнем месте, и наоборот.

Hoonigan
- Trick Rush — аналогичен режиму джимхана из Dirt 3. Игрок должен выполнить как можно больше трюков за ограниченное время.
- Head 2 Head — Сражаются 2 водителя. Требуется как можно быстрее пройти полосу препятствий, по ходу выполняя трюки. После 1-го раунда игроки меняются полосами. Побеждает тот, кто покажет меньшее время по итогу двух раундов.
- Smash Hunter — Игрок должен разбивать цветные блоки кирпичей в определённом порядке.

Party
Данные режимы доступны только в мультиплеере.
- Smash & Grab — гонка, в которой одна команда должна захватить добычу, а другая перехватить её. Побеждает та команда, которая сможет удержать добычу у себя длительное время.
- Transporter — Вы должны захватить флаг и принести его на базу. Игрок, принёсший флаг, в большинстве случаев выигрывает.
- Speed Skirmish — гонка на время. Вы должны пройти 6 контрольных пунктов в любом порядке.

В отличие от DiRT 3, большинство автомобилей в DiRT: Showdown являются вымышленными. Реальные модели доступны только в режимах Hoonigan и Party.

## Разработка
Первый трейлер был выпущен на YouTube 11 декабря 2011 года. В качестве саундтрека использовалась песня британского певца Labrinth — «Earthquake».
Официальный геймплейный трейлер вышел 26 января 2012 года. В трейлере использовалась песня Eighteen Nightmares at the Lux — Mother of Girl, которая является ведущим треком в игре.

## Саундтрек
- A Loss For Words — The Hammers Fall
- Black Spiders — Cold Dead Hands
- Blokhe4d — Hexagon
- Blokhe4d — Ghost In A Can
- Breakage — Fighting Fire (Loadstar Remix)
- Byob — One Way Road
- Camo & Krooked — Watch It Burn (Instrumental)
- Canterbury — Ready Yet
- Danny Byrd — Sweet Harmony
- Dot Rotten — Are You Not Entertained
- Eighteen Nightmares at the Lux — Mother of Girl
- Equalizers — Wide Awake
- Far Too Loud — Play it loud
- Far Too Loud — We Want to Dance
- Felguk — The Funky Drama (FTampa Mix)
- Freestylers — Cracks (Ctrl-Z Remix)
- Grand Magus — At Midnight they’ll get wise
- Kids in Glasshouses — Animals (Hadouken Remix)
- Kudu — Let’s Finish (Sinden Remix)
- LostAlone — Do You Get What You Pray For
- Lower Than Atlantis — If The World Was To End
- Melleefresh — Intuition (Darth & Vader Mix)
- Max Raptor — The King Is Dead
- Neelix — Disco Decay (Felguk Mix)
- Nero — Me & You (Dirtyphonics Remix)
- Nero — Innocence (Feed Me Remix)
- Reckless Love — Speedin'
- Rise Against — Help Is On the Way
- Rise Against — Architects
- Rival Sons — Get What’s Coming
- Rubicon Cross — Locked and Loaded Ruff
- Scott Nixon — The March
- Skryptcha — Running Away
- South Central — Japan
- Stanton Warriors — Shoot Me Down
- Templeton Pek — Signs
- Templeton Pek — Call To Disarm
- The Answer — Piece by Piece
- The Parlor Mob — Into The Sun
- The Qemists feat. Enter Shikari — Take It Back
- The Treatment — Departed
- The Treatment — The Doctor
- The Treatment — Shake The Mountain
- Turbowolf — Rose for the Crows
- We Are The Ocean — Trouble Is Temporary, Time is Tonic
- Wolfgang Gartner — Illmerica (Radio Edit)

## Отзывы
| Сводный рейтинг | Сводный рейтинг | Сводный рейтинг |
| Издание         | Оценка          | Оценка          |
| Издание         | PS3             | Xbox 360        |
| --------------- | --------------- | --------------- |
| GameRankings    | 77,33 %         | 74,73 %         |